# Shinji Makino
Shinji Makino (牧野 真二?, Makino Shinji; Prefettura di Fukuoka, 29 maggio 1976) è un ex calciatore giapponese, di ruolo centrocampista.